# Хурма виргинская
Хурма виргинская, или Хурма американская (лат. Diospyros virginiana) — растение семейства Эбеновые (Ebenaceae), вид рода Хурма, произрастающее в восточной части США. Ареал вида простирается от Новой Англии на севере до Флориды на юге и от Атлантического океана на востоке до Техаса, Канзаса и Оклахомы на западе. Культивируется в пределах ареала, а также в Средиземноморье, Гвиане и на Яве. В США носит название «common persimmon» («хурма обыкновенная»).
Впервые описана по результатам экспедиции Эрнандо де Сото в Северную Америку (1539—1543).

## Биологическое описание
|                         |
| Цветок Хурмы виргинской |

Это — небольшое листопадное дерево высотой до 20 м с тёмно-серой или коричневатой корой. Растение двудомное, хотя некоторые экземпляры однодомные. Живёт до 100—150 лет.
Листья крупные длиной 15,2 см, кожистые, овальной формы с сердцевидной основой и заострённым концом.
Цветки однополые, опыляются насекомыми или ветром.
Плод ягодовидный с сочной мякотью. Семена с тонкой кожурой и очень твёрдым эндоспермом.
Светолюбива. Предпочитает защищённые от ветра участки. Зимостойка, переносит морозы до −25…-30 °C, иногда до −37 °C. Почвы предпочитает кислые и нейтральные (pH 5-8) лёгкие. Влаголюбива, но мирится с сухостью почвы. Корневая система глубокая стержневая.

## Использование

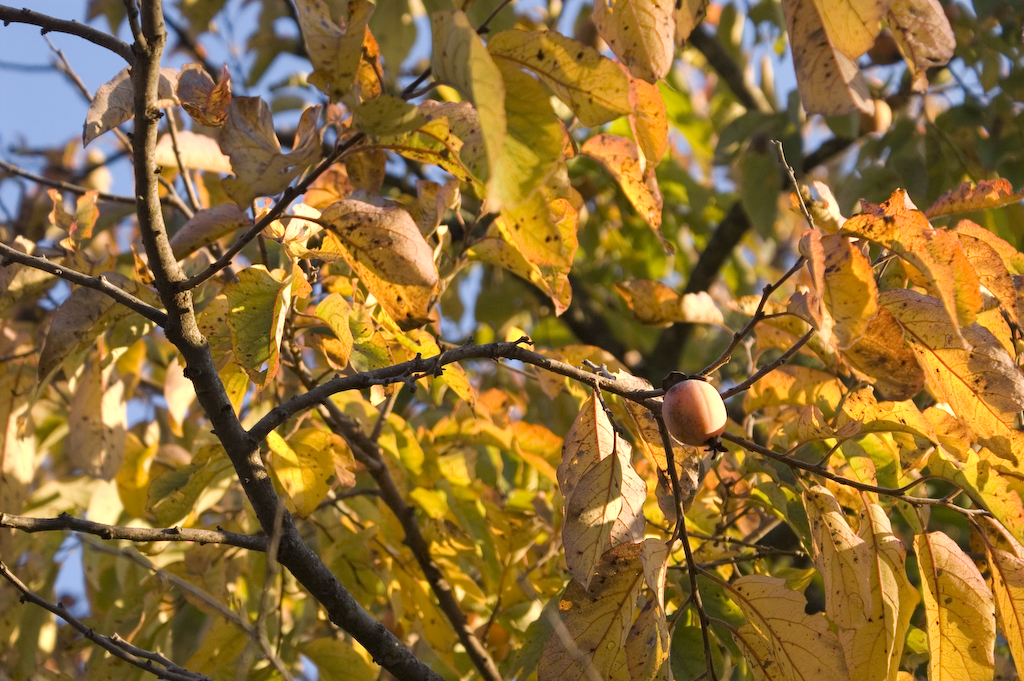
Американское дерево хурмы, несущее плоды осенью

Плоды хурмы виргинской съедобны и по своей питательности стоя́т выше всех других плодов умеренной зоны. В её плодах содержится до 44 % сахара, пектин, яблочная кислота и другие компоненты.
Плоды используются в сыром виде, как сухофрукты и для кондитерских изделий. До XVI века индейцы готовили из плодов пиво и водку. Может идти на корм для свиней и служить источником дубильных веществ. 
Обжаренные и измельчённые семена хурмы виргинской использовались населением штатов Юга и солдатами армии Конфедерации во время Гражданской войны в США как заменитель кофе.
Главное использование в настоящее время — как декоративное растение и как подвой для Diospyros kaki. Растение отличается высокой урожайностью, невзыскательностью, переносит морозы до -25 или -30° С.
Есть сорта, переносящие  -32° С без всякого укрытия, что позволило в последние 20 лет получить удачный опыт выращивания виргинской хурмы на юге Центрального Черноземья ГТРК Белгород - Житель Шебекино вывел сорт хурмы "Белогорье".

## Таксономия
Diospyros virginiana L. Species Plantarum 2: 1057–1058. 1753.

### Синонимы
- Diospyros angustifolia Audib. ex Spach
- Diospyros calycina Audib. ex Spach
- Diospyros caroliniana Muhl. ex Raf.
- Diospyros ciliata Raf.
- Diospyros concolor Moench
- Diospyros digyna Loudon
- Diospyros distyla K.Koch
- Diospyros fertilis Loudon
- Diospyros guaiacana C.C.Robin
- Diospyros intermedia Loudon
- Diospyros lucida Loudon
- Diospyros mosieri Small
- Diospyros persimon Wikstr.
- Diospyros pubescens Pursh nom. illeg.
- Diospyros stricta Loudon nom. illeg.
- Diospyros undulata Hiern
- Diospyros virginiana f. atra Sarg.
- Diospyros virginiana var. mosieri (Small) Sarg.
- Diospyros virginiana subsp. mosieri (Small) A.E.Murray
- Diospyros virginiana var. platycarpa Sarg.
- Diospyros virginiana var. pubescens Nutt.
- Diospyros virginiana f. pumila (E.J.Palmer & Steyerm.)
- Persimon virginiana (L.) Raf.